# Sericopimpla australis
Sericopimpla australis är en stekelart som beskrevs av Townes, Townes och Gupta 1961. Sericopimpla australis ingår i släktet Sericopimpla och familjen brokparasitsteklar. Inga underarter finns listade i Catalogue of Life.